# Tigran Czuchadżian
Tigran Geworgi Czuchadżian, orm. Տիգրան Գեւորգի Չուխաճյան, tur. Dikran Çuhacıyan (ur. 1837 w Stambule, zm. 23 marca 1898 w Izmirze) – ormiański kompozytor operowy. Studia muzyczne odbył w Stambule i w Mediolanie. Był autorem pierwszych oper i operetek ormiańskich i tureckich. We Francji zyskał miano „wschodniego Offenbacha”. W swym głównym dziele Arszak II, operze historycznej z dziejów Armenii, połączył wzory francuskiej grand opera oraz włoskiego belcanta.

## Dzieła
- Arszak jerkrort (wł. Arsas, pol. Arszak II) – 1868
- Arifin hilesi (pol. Podstęp Arifa według „Rewizora” Nikołaja Gogola) – 1872
- Zeybekler (pol. Śmiałkowie z Izmiru)
- Köse kâhya (pol. Starosta gołowąs) – 1874
- Leblebici Horhor ağa (pol. Pan Bylekto sprzedawca prażonego grochu) – 1876
- Zemira – (1891)